# Аугусто Сесар Сандино
Аугусто Сезар Сандино Калдерон (на испански: Augusto César Sandino, 1895 – 1934) е никарагуански политически деятел, лидер на Националноосвободителната революционна армия по време на революционната борба в Никарагуа от 1927 – 1934 г.

## Биография
Роден е през 1895 г. Баща му Григорио Сандино е заможен селянин, а майка му Маргарита Калдерон е негова любовница. До 12-годишна възраст баща му отказва да признае Аугусто за свой син.
През 1921 г. Аугусто Сандино едва не убива сина на местен лидер на Консервативната партия, тъй като отправя обидни думи към неговата майка. В резултат е принуден да емигрира, като заминава първоначално за Хондурас, а по-късно – за Гватемала и Мексико.
По настояване на баща му и поради изтичане на давност за побоя над младежа през юни 1926 г. се завръща в Никарагуа. Там към него отношението е недобро от членове на семейството на младеж, когото наранява в миналото, и е принуден да замине към златоносните мини в Еспино Негро. Започва да произнася речи пред миньорите, предимно за социалното неравенство и необходимите промени.
През 1927 г. става водач на въоръжената опозиционна армия, бореща се с правителството на Никарагуа, зависимо по онова време от администрацията на САЩ и получаващо солидна финансова и военна помощ.
В резултат от противопоставянето войските на САЩ напускат страната, а правителството започва преговори със Сандино за разоръжаване на революционната армия.
В резултат от предателство Националната гвардия на Никарагуа, начело с бъдещия президент на страната Анастасио Сомоса Гарсия, го залавя и малко по-късно го убива в Манагуа през 1934 г.
Сандино е обявен за национален герой на Никарагуа през 1980 г.